# 목청전
목청전(穆淸殿)은 고려 말기, 조선 시대의 건축물로, 조선 태조 이성계가 1392년 6월 조선을 건국하기 전 거주하던 개경의 사저였다. 함흥 사저와 함께 이성계의 즉위 전 개인 사저였다. 태조 사후에는 태종에 의해 태조의 어진을 봉안하고, 관원을 보내 제사지냈다.
1418년(태종 18) 이성계의 옛 사저를 태조를 제사지내는 전각으로 개조했으며, 임진왜란 때 원래의 건물은 전소되었다. 1899년(광무 3년) 현재의 위치에 다시 건물을 지어 태조 어진을 봉안, 제사하다가 1907년(융희 원년) 폐지되었다. 일설에는 송악산 여신의 자궁에 해당하는 자리에 집을 지으면 고려가 망하고 왕업을 얻는다는 풍수지리가의 말을 듣고, 그가 점지한 자리에 집을 지어 거주했으며, 그로 인해 고려가 멸망했다는 전설이 전한다.

## 같이 보기
- 조선 태조
- 함흥본궁